# Banco Vaticano (álbum)
Banco Vaticano es la primera grabación realizada por parte del grupo punk español La Polla Records, siendo esta una maqueta que nunca salió a la venta de manera oficial, y apenas fue comercializada. Hoy en día encontrar sus canciones resulta muy difícil. En esta grabación en la cual hay 12 canciones, hay 6 de ellas que luego fueron regrabadas en lanzamientos posteriores ("Y ahora qué?", "10 perritos", "Hey, hey, hey", "Nací sin carnet", "Juanito Tergal" y "Banco vaticano"). Se desconoce el lugar y la fecha de grabación de esta maqueta.

## Grabación y contenido
Las canciones "Y ahora qué?", "Hey, hey, hey" y "10 perritos" fueron regrabadas en el EP Y ahora qué? lanzado en 1983. Además, "Nací sin carnet" fue reescrita y regrabada en Ellos dicen mierda, nosotros amén de 1990.
La canción "Juanito Tergal" (que es un cover de "Johnny B. Good" de Chuck Berry) fue luego regrabada en Barman de 1991.
La canción "Banco Vaticano" fue grabada en dos versiones: la que aparece en este disco y la segunda que interpola "The House of The Rising Sun", que fue incluida como bonus track en el disco Bocas.

## Canciones
- Todos los temas compuestos por Evaristo Páramos, Miguel Garín, Abel Murua, Fernando Murua y Manolo García.

1. "La muerte te ama" - 4:56
2. "Muevete" - 2:45
3. "Y ahora qué?" - 2:21
4. "Pepe" - 3:32
5. "Nací sin carnet" - 2:22
6. "Juanito Tergal" - 3:06
7. "El fin del mundo" - 2:07
8. "Banco Vaticano" - 3:44
9. "Hey, hey, hey" - 2:04
10. "Rock n' roll" - 0:59
11. "Poder" - 2:54
12. "10 perritos" - 2:39

## Personal
Músicos
- Evaristo - Voz líder.
- Txarly - Guitarra solista, coros.
- Sumé - Guitarra rítmica, coros.
- Maleguin - Bajo.
- Fernandito - Batería.

- Datos: Q5718040